# تيرينس بلانشارد
تيرينس بلانشارد (بالإنجليزية: Terence Blanchard)‏ هو مؤلف موسيقى تصويرية وملحن أمريكي، ولد في 13 مارس 1962 في نيو أورلينز في الولايات المتحدة.

## وصلات خارجية
لم يتم العثور على روابط لمواقع التواصل الاجتماعي.